# Зенги
Имад ад-Дин Зенги (око 1085—14. септембар 1146) био је турски атабег, господар Мосула, Алепа, Хама и Едесе и оснивач династије Зенгида која је по њему добила име.

## Младост
Зенги је припадао веома богатој аристократској породици која је имала своје поседе готово по целом муслиманском истоку. Његов отац Аксонгор звани „Бели Соко“ је још 1094. године био именован гувернером Алепа од стране Малик Шаха. Тутуш, брат Малик Шаха, убио је Аксонгора и преузео власт. Зенги се склонио у Мосул где је једно време вршио функцију атабега. Већ тада су о њему причане бајке. Када је 1126. године Зенги разбио побуњеничке трупе ал Мустаршида, султан Махмуд га је наградио Ираком (гувернер Багдада). Након погибије Бурсугија, Зенги постаје владар Мосула и Алепа. По Европи су дуго испредане приче да је Зенгијева мајка Ида од Аустрије, учесница крсташког похода из 1101. године у саставу армије Виљема IX од Аквитаније, мада је то мало вероватно.

## Сукоби са крсташима
Ситуација се искомпликовала за крсташе доласком Боемунда II и његовим захтевима за повраћај кнежевине Антиохије. Зенгију су ти сукоби омогућили да осваја крсташке градове, један по један. Међутим, његови ратови против крсташа прекинути су ратовима са локалним муслиманским владарима. Тај период мира трајаће од 1130. до 1135. године, све док Зенги није потпуно поразио армију калифа Мустаршида.
Од 1135. године Зенги поново почиње напад на крсташе и то на Јерусалимску краљевину. Фулк I умало није погинуо у бици код Монтферана 1137. године. Крајем 1143. године Зенги напада грофовију Едесу под Жосцелином II и осваја град Едесу.

## Смрт
Даље походе спречила је изненадна Зенгијева смрт 1146. године. Убио га је слуга кога је Зенги ухватио како пије из његовог пехара и заклео му се да ће га тешко казнити. Да би се спасао, слуга је на спавању убио Зенгија ножем. 
Наследила су га два сина: Нур ад Дин (Алепо) и Саиф ад-Дин (Мосул).